# Inundațiile din Banat (2005)
- Perioada - 14 aprilie 2005 - 20 mai 2005
- Judete afectate - Timiș, Caraș-Severin
- Localități afectate - 116
- Suprafețe acoperite de ape - 30.000 de hectare
- Persoane evacuate - 2800
- Intervenții și ajutoare - Franța - Securitatea Civilă Franceză

- Germania
- Ungaria
- Finlanda
- Austria
- Luxembourg